# 日野富子
日野 富子（ひの とみこ、藤原富子（ふじわらのとみこ）、永享12年（1440年） - 明応5年5月20日（1496年6月30日））は、室町時代後期から戦国時代前期の女性。室町幕府の第8代将軍・足利義政の正室（御台所）。父は蔵人右少弁・日野重政、母は従三位・北小路苗子（北小路禅尼）。兄妹に勝光（兄）、永俊（第11代将軍・足利義澄の義父）、資治（日野兼興の養子）、妹に良子（足利義視正室）。第9代将軍・足利義尚の母。従一位。

## 名称
格式名称は氏姓と諱の藤原（朝臣）冨子。「従一位冨子」の本人署名が後世に伝わる。当時の呼称は主に将軍正室の意味の「御台」、夫の死後もしばしばそのように呼ばれている。夫婦喧嘩により別居した時には、居住地を取って「東山殿」と呼ばれるようになった夫に代わって「室町殿」と呼称された記録もある（親元日記）。1490年の足利義政の死後に大慈院に入寺・出家で尼となった後は妙善院慶山と名乗った。大正2年（1913年）の日本史概説書では、「藤原富子」と記されている。
しばしば、中世の夫婦別姓（氏、苗字）の例として挙げられるが、実際に本人が「日野富子」を名乗った事実は確認されていない。日野は実家の名字（苗字）であるため富子が婚姻後に名乗ったり呼称されたりする理由はなく、氏姓（本姓）と名字（苗字）を混同した後世の誤解だという批判がある。そもそも、富子の高祖父である資康の系統は日野家の分家として「裏松」と称しており、この系統が再び「日野」を称するのは兄・勝光が断絶した日野家の宗家の家督を継いでからであり、富子の実家の名字（苗字）は元々は裏松であった。
また前近代の日本で男性が女性に実名を尋ねることはしばしば求婚を意味したのが記紀以来の伝統であり、実名呼称回避の慣習が男性以上に強力だったため、女性はもっぱら通称を名乗り、極めて限定的な場合以外実名は名乗らないのが原則であった。江戸時代以前の日本では男女を問わず通称の方が主に用いられるため、日本史教科書の人名の多くは、現代的表記を強引にあてはめた便宜上の呼称に過ぎない（諱#日本における諱の歴史参照）。日本人女性名の典型のように思われがちな苗字＋～子形式の女性名が敬称や雅称として歴史上登場するのは江戸時代後期、公的地位を得るのは明治4年の壬申戸籍においてである。

## 生涯

### 生誕と結婚
永享12年（1440年）、日野重政の娘として、京都で誕生した。室町幕府の足利将軍家と縁戚関係を持っていた日野家の出身で、義政の生母・日野重子は大叔母にあたる。兄に日野勝光がいる。
康正元年（1455年）8月27日、16歳で義政の正室となる。
長禄3年（1459年）1月9日、義政との間に第一子となる男子が生まれるが、その日のうちに夭折した。それを義政の乳母の今参局による呪詛のせいだとし、同月のうちに彼女を琵琶湖沖島に流罪とした（本人は途中で自刃）。また、2月8日に義政の側室4人（大舘佐子（佐子局）、阿茶子局、赤松貞村の娘、北野一色妹）も今参局の呪詛に同意したとして、御所から追放した。なお、側室4人はいずれも、宝徳3年（1451年）3月以降に義政の娘を出産していた。このため、通説で言われる生母・日野重子と乳母・今参局の対立という範疇に止まらず、正室と側室の対立などを含めた義政の後宮が抱えていた問題の解消、更には義政側近集団（所謂「三魔」）の排斥などを含めた室町殿内部の大規模な「改造」が、重子の主導および義政の同意の上で行われたとする見方もある。

### 応仁の乱
富子は寛正3年（1462年）と翌4年（1463年）に相次いで女子を産むが、男子を産むことは出来なかった。
寛正5年（1464年）、義政は異母弟で仏門に入っていた義尋を還俗させ、名を足利義視と改めさせ細川勝元を後見に将軍後継者とした。
翌寛正6年（1465年）に義尚を出産。従来、溺愛する義尚の擁立を目論み、義尚の後見である山名宗全や実家である日野家が義視と対立したことが応仁の乱が勃発した原因であると言われてきたが、近年の研究で『応仁記』が記した虚構ではないかとされている。詳細は後述の人物欄を参照。
富子は戦いの全時期を通じて細川勝元を総大将とする東軍側にいたが、東西両軍の大名に多額の金銭を貸し付け、米の投機も行うなどして、一時は現在の価値にして60億円もの資産があったといわれる。
文明3年（1471年）頃には、室町殿（京都市上京区）に避難していた後土御門天皇との密通の噂が広まった。これは当時、後土御門天皇が富子の侍女に手を付けていたことによるものだったが、そのような噂が流れるほど義政と富子の間は冷却化していた。
文明5年（1473年）に山名宗全、細川勝元が死去し、義政が隠居して義尚が元服して9代将軍に就任すると、兄の勝光が新将軍代となった。義政は政治への興味を失い、文明7年（1475年）には小河御所（上京区堀川）を建設して1人で移った。
文明8年（1476年）、勝光が没すると、富子が実質的な幕府の指導者となった。「御台一天御計い」するといわれた富子に八朔の進物を届ける人々の行列は1、2町にも達した。11月に室町殿が焼失すると義政が住む小河御所へ移る。しかし、文明13年（1481年）になって義政は長谷聖護院の山荘に移ってしまった（その後長らく義政とは別居）。
文明9年（1477年）にようやく西軍の軍は引き上げ、京都における戦乱は終止符を打ったが、この翌日、富子は伝奏・広橋兼顕に「土御門内裏が炎上しなかったのは、西軍の大内政弘と申し合わせていたから」という趣旨の発言をしている。

### 応仁の乱後
長禄3年（1459年）以降、京都七口には関所が設置され関銭を徴集していた（京都七口関）。この関所の設置目的は内裏の修復費、諸祭礼の費用であったが、富子はほとんどその資金を懐に入れた。これに激高した民衆が文明12年（1480年）に徳政一揆を起こして関所を破壊した。富子は財産を守るために弾圧に乗りだし、一揆後はただちに関の再設置に取りかかったが、民衆だけでなく公家の怨嗟の的となった。
義尚は成長すると富子を疎んじ始め、文明15年（1483年）には富子を置いて伊勢貞宗邸に移転し、酒色に溺れた。このため一時権力を失った。しかし延徳元年（1489年）に六角高頼討伐（長享・延徳の乱）で遠征中の義尚が25歳で没した。息子の急死に意気消沈したが、義視と自分の妹良子の間に生まれた足利義材（後の義稙）を将軍に擁立するよう義政と協議し、同年4月に合意が行われた。
延徳2年（1490年）正月に義政が没すると、義材が10代将軍となった。しかし、その後見人となった義視は権力を持ち続ける富子と争い、富子の邸宅である小川御所（小川殿）を破却し、領地を差し押さえた。翌年の義視の死後、親政を開始した義材もまた富子と敵対した。
明応2年（1493年）4月、義材が河内に出征している間に細川政元と共にクーデターを起こして義材を廃し、義政の甥で堀越公方・足利政知の子・義澄を11代将軍に就けた（明応の政変）。
明応5年（1496年）5月20日、京都で死去。享年57。

## 人物
- その活動に対する庶民からの評価は決して高くなく、戦乱で苦しむ庶民をよそに巨万の富を築いた「悪女」「守銭奴」と評された。夫の義政が東山山荘の造営のため費用捻出に苦心していたときは、一銭の援助もしていないことから「天下の悪妻」とも呼ばれる[35]。一方で、火災で朝廷の御所が焼け、修復するため膨大な費用が必要になったときは自身の蓄財から賄ったりしていた[36]。幕府財政は贈答儀礼や手数料収入などに頼ったものに切り替わりつつあり、富子の蓄財もその文脈で考える必要があるとも指摘されている[37]。遺産は7万貫（約70億円）に達していたという。
- 学問にも熱心であり、関白・一条兼良から『源氏物語』の講義を受けている。将軍家御台所とはいえ、関白が女性に講義をするのは異例であるが、富子はこのために莫大な献金を行っている。
- 義尚の急死とそれに続く義政の病没によって、幕府内部が動揺する中で40年近く幕府とともに歩んできた富子は「御台」として引き続き幕府内部に大きな影響を与えてきた[注釈 4]。明応の政変における将軍追放も「御台」富子の支持があって初めて可能であったと言われている。
- 応仁の乱の原因として義尚の後見人を山名宗全に頼んだことが挙げられるが、近年の研究で『応仁記』が記した虚構ではないかとされている[38]。理由として、富子が自身の妊娠中に妹の良子を義視に嫁がせてその基盤強化に力を貸していること（男子が生まれてもそれが成人する可能性が低かった当時、義視との連携を維持して万一の場合に義視と実妹の子が将軍職を継ぐのが富子としては望ましかった）[39]、富子が宗全に依頼した出来事は『応仁記』以外の記録には見当たらず、義尚が生まれる前に宗全が諸大名と連携、その中に義視がいたことが挙げられている[40]。実際に義視を排除したかったのは義尚の養育係である伊勢貞親であり、文正の政変の一因としてこの動きに山名宗全・細川勝元らが反発したことにあるのではないか、と推測されている[41]。

## 墓所等
- 墓所
  - 京都市上京区の華開院に富子のものと伝わる墓が存在する。
  - 岡山県赤磐市沢原1208 小川山常念寺自性院
- 木像：京都市上京区の宝鏡寺所蔵。